# Třída Glauco
Třída Glauco byla třída křižníkových ponorek italského královského námořnictva. Celkem byly postaveny dvě jednotky této třídy. Ve službě v italském námořnictvu byly v letech 1935–1948. Účastnily se bojů druhé světové války. V letech 1940–1941 operovaly v Atlantiku, kde byla potopena Glauco. Přeživší Otaria následně do roku 1943 prováděla zásobovací plavby do Severní Afriky.

## Stavba
Celkem byly postaveny dvě ponorky této třídy. Postavila je italská loděnice Cantieri Riuniti dell'Adriatico (CRDA) v Monfalcone. Původně byly objednány pro portugalské námořnictvo, ale zakázka byla zrušena nedlouho po založení jejich kýlů. Roku 1932 proto zakázku převzala italská vláda. Do služby byly ponorky přijaty roku 1935.
Jednotky třídy Glauco:
| Jméno                 | Založení kýlu | Spuštěna        | Vstup do služby | Poznámky |
| --------------------- | ------------- | --------------- | --------------- | --- |
| Glauco (ex Delfim)    | 1932          | 5. ledna 1935   | září 1935       | Dne 27. června 1941 západně od Gibraltaru těžce poškozena britským torpédoborcem HMS Wishart a následně potopena vlastní posádkou. |
| Otaria (ex Espadarte) | 1932          | 20. března 1935 | říjen 1935      | Vyřazena 1948. |

## Konstrukce
Třída konstrukčně navazovala na třídu Squalo. Měla jednotrupou koncepci. Ponorky nesly osm 533mm torpédometů (čtyři příďové a čtyři záďové) se zásobou čtrnácti torpéd. Dále nesly dva 100mm kanóny a dva 13,2mm kulomety. Pohonný systém tvořily dva diesely Fiat o výkonu 3000 bhp a dva elektromotory CRDA o výkonu 1200 bhp, pohánějící dva lodní šrouby. Nejvyšší rychlost dosahovala 17 uzlů na hladině a 8 uzlů pod hladinou. Dosah byl 9760 námořních mil při rychlosti 8 uzlů na hladině a 110 námořních mil při rychlosti 3 uzly pod hladinou. Operační hloubka ponoru dosahovala 90 metrů.